# Pfaff (Familienname)
Pfaff ist ein deutscher Familienname.

## Herkunft und Bedeutung
Pfaff ist mit seinem geschwundenen Auslautvokal -e die süddeutsche Form der Berufsbezeichnung „Pfaffe“. 
Der erste Namensträger der verschiedenen Familienzweige wurde wohl so benannt, 
- weil er selbst Priester war und die weiteren Namensträger uneheliche Kinder eines Priesters waren,[1]
- weil er mit einem Priester zu tun hatte, z. B. als Angestellter eines solchen, oder
- weil er sich wie ein Priester benahm.

## Namensträger

### A
- Adam Pfaff (1820–1886), deutscher Historiker und Publizist
- Alfred Pfaff (Politiker) (1872–1954), deutscher Industrieller und Politiker (NSDAP), MdR
- Alfred Pfaff (1926–2008), deutscher Fußballspieler
- Anita Bose-Pfaff (* 1942), deutsche Wirtschaftswissenschaftlerin, Hochschullehrerin und Politikerin (SPD)
- August Pfaff (1872–1958), deutscher Ingenieur, Unternehmer und Politiker (DNVP)

### B
- Bernd Pfaff (1941–2015), deutscher Fußballfunktionär
- Bernhard Pfaff (* 1966), deutscher Wirtschaftswissenschaftler, Autor und Manager
- Bodo Pfaff-Greiffenhagen (* 1962), deutscher Politiker (CDU)

### C
- Cäcilie Graf-Pfaff (1862–1939), deutsche Malerin und Grafikerin
- Carl Pfaff (1931–2017), Schweizer Historiker
- Carol Wollman Pfaff (* 1944), US-amerikanische Linguistin
- Christian Pfaff (Politiker) (1770–1845), deutscher Händler und Politiker, Bürgermeister von Aschaffenburg
- Christian Pfaff (Geistlicher) (1811–1893), deutscher Pfarrer
- Christian Pfaff (Schauspieler) (* 1968), deutscher Schauspieler
- Christoph Pfaff (* 1984), deutscher Journalist, siehe Christoph Karrasch
- Christoph Heinrich Pfaff (1773–1852), deutscher Physiker, Chemiker und Hochschullehrer
- Christoph Matthäus Pfaff (1686–1760), deutscher evangelischer Theologe

### D
- Dan Pfaff, US-amerikanischer Leichtathletiktrainer
- Dieter Pfaff (1947–2013), deutscher Schauspieler und Regisseur
- Dieter Pfaff (Jurist) (* 1934), deutscher Jurist und Hochschullehrer

### E
- Emil Richard Pfaff (1827–1871), deutscher Mediziner
- Erich Pfaff (1930–2011), rumänischer Schulleiter und Politiker
- Ernst Pfaff (Unternehmer, 1941) (* 1941), deutscher Unternehmer und Firmengründer
- Ernst Pfaff (Unternehmer, 1954) (* 1954), deutscher Unternehmer
- Eva Pfaff (Filmproduzentin) (* 1948), deutsche Filmproduzentin
- Eva Pfaff (* 1961), deutsche Tennisspielerin

### F
- Ferenc Pfaff (auch Franz Pfaff; 1851–1913), ungarischer Architekt
- Florian Pfaff (* 1957), deutscher Offizier
- Franz Pfaff (Instrumentenbauer) (1815–1895), deutscher Instrumentenbauer, siehe Pfaff (Instrumentenbauer)
- Franz Pfaff (Mediziner) (1860–1926), deutscher Chemiker, Arzt und Pharmakologe
- Franz Pfaff (Historiker) (1886–1953), deutscher Medizinhistoriker und Lehrer
- Fridolin Pfaff (1543–1587/88), Schweizer Kunstschreiner
- Fridrich Pfaff (1855–1917), deutscher Historiker, Germanist und Bibliothekar
- Friedrich Pfaff (1825–1886), deutscher Geologe und Mineraloge
- Friedrich Wigand Pfaff (1864–1946), deutscher Geologe
- Fritz Pfaff (1824–1892), deutscher Jurist und Anwalt

### G
- Georg Pfaff (1853–1917), deutscher Unternehmer und Nähmaschinenfabrikant
- Georg Pfaff (Entomologe) (1889–1961), deutscher Arzt und Insektenkundler
- Georg Hermann Pfaff (1802–1857), deutscher Finanzbeamter, MdL Kurhessen
- Georg Michael Pfaff (1823–1893), deutscher Nähmaschinenfabrikant
- George Pfaff (1811–1882), Bürgermeister und Abgeordneter
- Gerhard Pfaff (* 1953), deutscher Chemiker und Professor für Anorganische Festkörperchemie
- Günther Pfaff (1939–2020), österreichischer Kanute
- Gustav Pfaff (1841–1919), württembergischer Landtagsabgeordneter

### H
- Hans Pfaff (Maler) (1875–nach 1914), deutscher Maler und Illustrator
- Hans Pfaff (Johannes Georg Pfaff; 1896–1971), Schweizer Pfarrer und Autor
- Hans-Joachim Pfaff (1941–2023), deutscher Staatssekretär
- Hans Ulrich Vitalis Pfaff (1824–1872), deutscher Mathematiker und Hochschullehrer
- Harald Pfaff (* 1945), deutscher Germanist und Hochschullehrer
- Heinrich Pfaff (Politiker) (1794–1845), deutscher Politiker, MdL Württemberg
- Heinrich Pfaff (Fußballtrainer), deutscher Fußballtrainer
- Heinrich Ludwig Pfaff (1765–1794), deutscher Theologe, Prediger und Lehrer
- Helga Pfaff (* 1929), deutsche Hörspielautorin
- Hermann von Pfaff (1846–1933), deutscher Politiker
- Hermann Pfaff (* 1954/1955), deutscher Wirtschaftsmanager und Verbandsfunktionär
- Hildegard Pfaff (* 1952), deutsche Politikerin (SPD), MdL Hessen
- Holger Pfaff (* 1956), deutscher Soziologe

### I
- Ivan Pfaff (1925–2014), tschechischer Historiker
- Ivo Pfaff (1864–1925), österreichischer Rechtshistoriker

### J
- Jean Pfaff (* 1945), Schweizer Bildender Künstler und Autor
- Jean-Marie Pfaff (* 1953), belgischer Fußballtorhüter
- Joanna Pfaff-Czarnecka (* 1956), Schweizer Sozialanthropologin und Hochschullehrerin
- Johann Christoph Pfaff (1651–1720), deutscher Theologe und Philosoph
- Johann Friedrich Pfaff (1765–1825), deutscher Mathematiker
- Johann Leonhard Pfaff (1775–1848), deutscher Geistlicher, Bischof von Fulda
- Johann Sebastian Barnabas Pfaff (1747–1794), deutscher Bildhauer
- Johann Wilhelm Andreas Pfaff (1774–1835), deutscher Mathematiker
- Johanna Pfaff (* 1979), deutsche Drehbuchautorin und Regisseurin
- Josef Pfaff (1838–1902), Initiator und Mitbegründer des Badischen Bauernvereins
- Justus Friedrich Pfaff (1822–1856), deutscher Gutsbesitzer und Mitglied der kurhessischen Ständeversammlung

### K
- Karl Pfaff (Pädagoge) (1795–1866), deutscher Pädagoge, Historiker und Sängervater
- Karl Pfaff (Archäologe) (1856–1908), deutscher Lehrer, Archäologe und Konservator
- Karl Pfaff (Unternehmer) (1888–1952), deutscher Unternehmer
- Karlheinz Pfaff (Politiker) (1926–2015), deutscher Politiker (SPD)
- Karlheinz Pfaff (Meteorologe) (* 1959), deutscher Meteorologe
- Karl Helmut Pfaff (1920–2013), deutscher Botaniker
- Konrad Pfaff (Schriftsteller) (1822–1861), deutscher Schriftsteller
- Konrad Pfaff (Soziologe) (1922–2012), deutscher Professor der Soziologie
- Kristen Pfaff (1967–1994), US-amerikanische Musikerin

### L
- Leopold Pfaff (1837–1914), österreichischer Zivilrechtslehrer
- Lina Pfaff (1854–1929), deutsche Unternehmerin
- Lislott Pfaff (1931–2017), Schweizer Übersetzerin aus dem Französischen ins Deutsche
- Luca Pfaff (* 1944), Schweizer Dirigent
- Ludwig Pfaff (Maler) (Pseudonym Pfaff von Jägersburg; 1819–1901), deutscher Maler und Schriftsteller
- Ludwig Pfaff (Unternehmer) (1856–1922), deutscher Unternehmer
- Luk Pfaff (* 1981), deutscher Schauspieler

### M
- Margarethe Pfaff (1863–1946), deutsche Handwerkskünstlerin, Malerin, Grafikerin und Designerin von Buntglasfenstern
- Marion Pfaff (* 1972 oder 1973), deutsche Sängerin und Reality-TV-Teilnehmerin, siehe Krümel (Sängerin)
- Markus Pfaff (* 1966), deutscher Elektro- und Informationstechniker, Hochschullehrer und Unternehmer
- Martin Pfaff (* 1939), deutscher Politiker (SPD) und Ökonom
- Martina Pfaff, deutsche Regisseurin
- Maurus Pfaff (1910–nach 1979), deutscher Benediktiner und Hymnologe
- Maximilian Pfaff (* 1979), deutscher Schauspieler
- Michael Pfaff (* 1988), deutscher Eishockeyspieler

### N
- Nicolle Pfaff (* 1976), deutsche Pädagogin
- Nikolaus Pfaff (1892–1951), deutscher Lehrer und Politiker (KPD), MdR

### O
- Otto Pfaff (1896–1983), deutscher Buchbinder und Buchkünstler

### P
- Paul Pfaff (Geistlicher, 1865) (1865–1936), deutscher katholischer Geistlicher, Ordensoberer und Autor
- Paul Pfaff (Geistlicher, 1930) (1930–2006), deutscher katholischer Geistlicher und Chorleiter (Gründer u. a. der St.-Martins-Chorknaben Biberach)
- Peter Pfaff (* 1956/1957), deutscher Orchestermusiker, Dirigent, Arrangeur und Musikschulleiter
- Petra Pfaff (* 1960), deutsche Leichtathletin
- Philipp Pfaff (1713–1766), deutscher Zahnarzt

### R
- Robert Pfaff-Giesberg (1899–1984), deutscher Ethnologe und Museumsdirektor
- Rudolf Pfaff (* 1943), österreichischer Ingenieur, Unternehmer und Wirtschaftsmanager

### S
- Siegfried Pfaff (Chemiker) (1851–1928), deutscher Chemiker
- Siegfried Pfaff (1931–2018), deutscher Hörspielautor und Dramaturg

### V
- Victor Pfaff (* 1941), deutscher Rechtsanwalt
- Volkert Pfaff (1870–1944), badischer Oberamtmann

### W
- Walter Pfaff (* 1949), Schweizer Theaterregisseur
- Werner Pfaff (* vor 1956), deutscher Dirigent und Chorleiter
- Wilhelm von Pfaff (1840–1919), deutscher General der Infanterie
- Wilhelm Pfaff (Botaniker) (1859–1933), österreichischer Botaniker und Museumskustos
- Wilhelm Pfaff (Zahnmediziner) (1870–1942), deutscher Zahnmediziner und Hochschullehrer
- William Pfaff (1928–2015), US-amerikanischer Autor
- Wolfgang Pfaff (* 1933/1934), deutscher Jurist, Bundesanwalt und Leiter des brandenburgischen Verfassungsschutzes

## Nachweise
1. ↑  Rosa Kohlheim, Volker Kohlheim: Duden Familiennamen. Mannheim 2005, ISBN 978-3-411-70852-9, S. 505